# Vocal mitjana
Una vocal mitjana és un so de vocal en algunes llengües parlades. La característica definitòria d'una vocal mitjana és que la llengua es posiciona a mig camí entre una vocal oberta i una vocal tancada. L'única vocal mitjana amb un símbol dedicat a l'Alfabet Fonètic Internacional (AFI) és la vocal mitjana central també anomenada vocal neutra sense arrodoniment, [ə].
També hi ha vocals mitjanes que no tenen símbols dedicats a l'AFI:
- vocal mitjana anterior no arrodonida [e̞] o [ɛ̝] (escrita generalment [e], o sigui com si fos semitancada)
- vocal mitjana anterior arrodonida [ø̞] o [œ̝] (escrita generalment [ø], o sigui com si fos semitancada)
- vocal quasianterior no arrodonida [ë̞] o [ɛ̝̈]
- vocal quasianterior arrodonida [ø̞̈] o [œ̝̈]
- vocal central no arrodonida [ɘ̞] o [ɜ̝] (escrita més freqüentment [ə])
- vocal central arrodonida [ɵ̞] o [ɞ̝] (escrita més freqüentment [ɵ], o sigui com si fos tancada mitjana)
- vocal quasiposterior no arrodonida [ɤ̞̈] o [ʌ̝̈]
- vocal quasiposterior arrodonida [ö̞] o [ɔ̝̈]
- vocal mitjana posterior no arrodonida [ɤ̞] o [ʌ̝] (escrita generalment [ɤ], o sigui com si fos semitancada)
- vocal mitjana posterior arrodonida [o̞] o [ɔ̝] (escrita generalment [o], o sigui com si fos semitancada)

L'AFI divideix l'espai de vocals en terços, amb les semitancades com ara [e] o [o] i les vocals semiobertes com ara [ɛ] or [ɔ] equidistants a l'espai formant entre l'[a] oberta i les tancades [i] o [u]. Així doncs, una vocal mitjana anterior autèntica podria transcriure's tant com una [e̞] baixa o una [ɛ̝] alta.
Poques llengües contrasten les tres alçades de la vocal mitjana, perquè és molt estrany que una llengua distingeixi més de quatre alçades de vocals anteriors o posteriors autèntiques. Un que ho fa, el dialecte d'Amstetten de l'autrobavarès, contrasta quatre alçades de vocals anteriors no arrodonides, anteriors arrodonides i posteriors a més de tenir una vocal oberta central. Aquestes vocals han estat transcrites amb el símbols AFI disponibles /i e ɛ æ/, /y ø œ ɶ/, /u o ɔ ɑ/, i /a/.
|             | Bavarès d'Amstetten (transcription) | Bavarès d'Amstetten (transcription) | Bavarès d'Amstetten (transcription) |
| ----------- | ----------------------------------- | ----------------------------------- | ----------------------------------- |
| Tancada     | i                                   | y                                   | u                                   |
| Semitancada | e                                   | ø                                   | o                                   |
| Semioberta  | ɛ                                   | œ                                   | ɔ                                   |
| Quasioberta | æ                                   | ɶ̝                                   | ɑ̝                                   |
| Oberta      |                                     | a                                   |                                     |

Tot i així, les vocals transcrites /æ ɶ ɑ/ estan a un terç de distància entre /a/ oberta i /i y u/ tancada, precisament la definició AFI de vocals obertes mitjanes [ɛ œ ɔ]. En conseqüència el bavarès d'Amstetten pot ser un exemple d'una llengua que contsasta les vocals mitjanes tant amb vocals mitjana-obsertes com mitjanes tancades.
|             | Bavarès d'Amstetten (espai formant) | Bavarès d'Amstetten (espai formant) | Bavarès d'Amstetten (espai formant) |
| ----------- | ----------------------------------- | ----------------------------------- | ----------------------------------- |
| Tancada     | i                                   | y                                   | u                                   |
| Semitancada | e                                   | ø                                   | o                                   |
| Mitjana     | e̞                                   | ø̞                                   | o̞                                   |
| Semioberta  | ɛ                                   | œ                                   | ɔ                                   |
| Oberta      |                                     | a                                   |                                     |

La lengua kensiu, que es parla a Malàsia com a Tailandia és molt especial perquè contrasta vocals mitjanes autèntiques amb mitjanes tancades i mitjanes obertes sense altres diferències als paràmetres com ara si són posteriors o s'arrodoneixen.
|              | Anterior | Central | Posterior |
| ------------ | -------- | ------- | --------- |
| Tancada      | i        | ɯ       | u         |
| Quasitancada | ɪ        |         |           |
| Semitancada  | e̝        | ɚ       | o̝         |
| Mitjana      | e        | ə       | o         |
| Semioberta   | ɛ        | ʌ       | ɔ         |
| Oberta       |          | a       |           |
| Diftongs     |          |         |           |

|              | Anterior | Central | Posterior |
| ------------ | -------- | ------- | --------- |
| Tancada      | ĩ        | ɯ̃       | ũ         |
| Quasitancada | ɪ̃        |         |           |
| Semitancada  | ẽ̝        |         | õ̝         |
| Mitjana      | ẽ        |         | õ         |
| Semioberta   | ɛ̃        | ʌ̃       | ɔ̃         |
| Oberta       |          | ã       |           |
| Diftongs     | ĩẽ       |         |           |